# 51.º Prêmio Jabuti
O 51º Prêmio Jabuti foi realizado em 2009, premiando obras literárias referentes a lançamentos de 2008.

## Prêmios
Os premiados foram:
| Categoria                                                | Obra                                                                                       | Autor | Editora                              |
| Livro do Ano Ficção                                      | Manual da paixão solitária                                                                 | Moacyr Scliar | Companhia das Letras                 |
| Livro do Ano Não Ficção                                  | Monteiro Lobato: livro a livro                                                             | Marisa Lajolo e João Luís Ceccantini (orgs.)                                                                                     | Unesp / Imprensa Oficial             |
| Tradução                                                 | A morte de Empédocles / Friedrich Hölderling                                               | Marise Moassab Curioni | Iluminuras                           |
| Tradução                                                 | Satiricon                                                                                  | Cláudio Aquati | Cosac Naify                          |
| Tradução                                                 | Os irmãos Karamázov - 2 vols.                                                              | Paulo Bezerra | 34                                   |
| Arquitetura e urbanismo, fotografia, comunicação e artes | Coleção Princesa Isabel: fotografia do século XIX                                          | Pedro Corrêa do Lago e Bia Corrêa do Lago                                                                                        | Capivara                             |
| Arquitetura e urbanismo, fotografia, comunicação e artes | Árvores notáveis e guia de árvores notáveis: 200 anos do Jardim Botânico do Rio de Janeiro | Paulo Ormindo e Malena Barreto                                                                                                   | Andrea Jakobsson                     |
| Arquitetura e urbanismo, fotografia, comunicação e artes | Tarsila do Amaral                                                                          | Lygia Eluf | Imprensa Oficial do Estado / Unicamp |
| Teoria / Crítica literária                               | Monteiro Lobato: livro a livro                                                             | Marisa Lajolo e João Luís Ceccantini (orgs.)                                                                                     | Unesp / Imprensa Oficial             |
| Teoria / Crítica literária                               | Pensamento e "lirismo puro" na poesia de Cecília Meirelas                                  | Leila V. B. Gouvêa | Edusp                                |
| Teoria / Crítica literária                               | Literatura da urgência: Lima Barreto no domínio da loucura                                 | Luciana Hidalgo | Annablume                            |
| Projeto gráfico                                          | Fazendas minerais                                                                          | Marcelo Drummond e Marconi Drummond                                                                                              | Cemig                                |
| Projeto gráfico                                          | A história do Brazil de frei Vicente de Salvador                                           | Karyn Mathuiy | Versal                               |
| Projeto gráfico                                          | Isay Weinfeld                                                                              | Roberto Cipolla | Bei                                  |
| Ilustração de livro infantil ou juvenil                  | O matador                                                                                  | Odilon Moraes | Leitura                              |
| Ilustração de livro infantil ou juvenil                  | De passagem                                                                                | Marcelo Cipis | Companhia das Letras                 |
| Ilustração de livro infantil ou juvenil                  | Alfabeto de histórias                                                                      | Gilles Eduar | Ática                                |
| Ciências Exatas, tecnologia e informática                | Introdução à química da atmosfera: ciência, vida e sobrevivência                           | Ervim Lenzi e Luzia Otilia Bortotti Favero                                                                                       | LTC                                  |
| Ciências Exatas, tecnologia e informática                | Fundamentos de metrologia científica e industrial                                          | Armando Albertazzi G. Jr e André R. de Souza                                                                                     |                                      |
| Ciências Exatas, tecnologia e informática                | Mapa do jogo                                                                               | Lucia Santaella e Mirna Feitoza                                                                                                  |                                      |
| Educação, psicologia e psicanálise                       | A voz e o tempo: reflexões para jovens terapeutas                                          | Roberto Gambini | Ateliê                               |
| Educação, psicologia e psicanálise                       | Religiosidade e psicoterapia                                                               | Claudia Bruscagin, Adriana Savio, Fatima Fontes e Denise Mendes Gomes                                                            | Roca                                 |
| Educação, psicologia e psicanálise                       | Educação a distância: o estado da arte                                                     | Frederic Michael Litto e Marcos Formiga (orgs.)                                                                                  | Pearson Education do Brasil          |
| Reportagem                                               | O livro amarelo do terminal                                                                | Vanessa Barbara | Cosac Naify                          |
| Reportagem                                               | O sequestro dos uruguaios: uma reportagem dos tempos da ditadura                           | Luiz Cláudio Cunha | L&PM                                 |
| Reportagem                                               | 1968: o que fizemos de nós                                                                 | Zuenir Ventura | Planeta do Brasil                    |
| Didático e paradidático                                  | História e cultura africana e afro-brasileira                                              | Nei Lopes | Barsa Planeta Internacional          |
| Didático e paradidático                                  | Coleção cidade educadora - diário de bordo do aluno 1 - volume amarelo                     | Aureo Gomes Monteiro Júnior, Célia Cris Silva e Júlia Scandiuci Figueiredo                                                       | Aymará                               |
| Didático e paradidático                                  | Meu primeiro álbum de piano solo                                                           | Dulce Auriemo e Amilton Godoy | D.A. Produções Artísticas            |
| Didático e paradidático                                  | Literatura infantil brasileira: um guia para professores e promotores de leitura           | Vera Maria Tietmann Silva | Cânone                               |
| Economia, administração e negócios                       | Valores humanos & gestão: novas perspectivas                                               | Maria Luisa Mendes Teixeira (org.)                                                                                               | Senac São Paulo                      |
| Economia, administração e negócios                       | Estratégia e competitividade empresarial: inovação e criação de valor                      | Luiz Carlos Di Serio e Marcos Augusto de Vasconcelos                                                                             | Saraiva                              |
| Economia, administração e negócios                       | Empresas na sociedade                                                                      | José Puppim | Elsevier                             |
| Direito                                                  | Introdução ao direito jurídico e à teoria geral do direito privado                         | Rosa Maria de Andrade Nery | Revista dos Tribunais                |
| Direito                                                  | Execução                                                                                   | José Miguel Garcia Medina | Revista dos Tribunais                |
| Direito                                                  | Código de processo civil: comentado artigo por artigo                                      | Daniel Mitidiero e Luiz Guilherme Marinoni                                                                                       | Revista dos Tribunais                |
| Direito                                                  | Atual panorama da Constituição Federal                                                     | Carlos Marcelo Gouveia e Luiz Augusto de Almeida Hoffmann                                                                        | Revista dos Tribunais                |
| Biografia                                                | O Sol do Brasil                                                                            | Lilian Moritz | Companhia das Letras                 |
| Biografia                                                | José Olympio, o editor e sua casa                                                          | José Mario Pereira | Sextante                             |
| Biografia                                                | O santo sujo: a vida de Jamie Ovalle                                                       | Humbert Werneck | Cosac Naify                          |
| Capa                                                     | Mobi Dick                                                                                  | Luciana Faccini | Cosac Naify                          |
| Capa                                                     | O jovem Stalin                                                                             | João Baptista da Costa Aguiar | Companhia das Letras                 |
| Capa                                                     | Introdução à filosofia                                                                     | Rex Design | WMF Martins Fontes                   |
| Poesia                                                   | Dois em um                                                                                 | Alice Ruiz | Iluminuras                           |
| Poesia                                                   | Antigos e soltos: poemas e prosas da pasta rosa                                            | Viviana Bosi | Instituto Moreira Salles             |
| Poesia                                                   | Cinemateca                                                                                 | Eucanaã Ferraz | Companhia das Letras                 |
| Poesia                                                   | Outros barulhos                                                                            | Reynaldo Bessa | Anomelivros                          |
| Ciências Humanas                                         | História do Brasil: uma interpretação                                                      | Adriana Lopes e Carlos Guilherme Mota                                                                                            | Senac São Paulo                      |
| Ciências Humanas                                         | Veneno remédio: o futebol e o Brasil                                                       | José Miguel Wisnik | Companhia das Letras                 |
| Ciências Humanas                                         | Aparição do demônio da fábrica                                                             | José de Souza Martins | 34                                   |
| Ciências Naturais e Ciências da Saúde                    | Fundamentos da dermatologia                                                                | Marcia Ramos e Silva e Maria Cristina Ribeiro de Castro                                                                          | Ateneu                               |
| Ciências Naturais e Ciências da Saúde                    | Oftalmogeriatria                                                                           | Marcela Sypel e Rubens Belfort Junior                                                                                            | Roca                                 |
| Ciências Naturais e Ciências da Saúde                    | Guia de propágulos e plântulas da Amazônia                                                 | José Luis Campana Camargo, Isoldi Dorotéa Cosmann Ferraz, Mariana Rabello Mesquita, Bráulio Almeida Santos e Heloisa Dantas Brum | Inpa                                 |
| Contos e crônicas                                        | Canalha!: crônicas                                                                         | Fabiano Carpinejar | Bertrand Brasil                      |
| Contos e crônicas                                        | Ostra feliz não faz pérola                                                                 | Ruben Alves | Planeta                              |
| Contos e crônicas                                        | Os comes e bebes nos velórios das Gerais e outras histórias                                | Dé Rodrigues da Cunha Rocha | Auana                                |
| Infantil                                                 | A invenção do mundo pelo Deus-Curumim                                                      | Braulio Tavares | 34                                   |
| Infantil                                                 | No risco do caracol                                                                        | Maria Valéria Rezende | Autêntica                            |
| Infantil                                                 | Era outra vez um gato xadrez                                                               | Letícia Wierzchowsky | Auana                                |
| Juvenil                                                  | O fazedor de velhos                                                                        | Rodrigo Lacerda | Cosac Naify                          |
| Juvenil                                                  | Cidade dos deitados                                                                        | Heloisa Prieto | Cosac Naify / Sesc São Paulo         |
| Juvenil                                                  | A distância das coisas                                                                     | Flávio Carneiro | SM                                   |
| Romance                                                  | Manual da paixão solitária                                                                 | Moacir Scliar | Companhia das Letras                 |
| Romance                                                  | Órfãos do Eldorado                                                                         | Milton Hatoum | Companhia das Letras                 |
| Romance                                                  | Cordilheira                                                                                | Daniel Galera | Companhia das Letras                 |
| Tradução de Obra Literária Espanhol-Português            | O Conde de Monte Cristo                                                                    | André Talles e Rodrigo Lacerda                                                                                                   | Zaar                                 |
| Tradução de Obra Literária Espanhol-Português            | Topografia ideal para uma agressão caracterizada                                           | Flávia Nascimento | Estação Liberdade                    |
| Tradução de Obra Literária Espanhol-Português            | A elegância do ouriço                                                                      | Rosa Freire d'Aguiar | Companhia das Letras                 |

## Ver Também
- Prêmio Prometheus
- Os 100 Livros Que mais Influenciaram a Humanidade
- Nobel de Literatura